# Герберт Кайзер
Герберт Кайзер (нім. Herbert Kaiser; 16 березня 1916, Єссен — 5 грудня 2003) — німецький пілот, лейтенант люфтваффе. Кавалер Лицарського хреста Залізного хреста.

## Біографія
Служив у 8-й ескадрильї 77-ї винищувальної ескадри. Всього за час бойових дій здійснив близько 1200 бойових вильотів і здобув 68 перемог.

## Нагороди
- Медаль «У пам'ять 1 жовтня 1938»
- Нагрудний знак пілота
- Залізний хрест 2-го і 1-го класу
- Почесний Кубок Люфтваффе (9 серпня 1941)
- Німецький хрест в золоті (30 березня 1942)
- Лицарський хрест Залізного хреста (14 березня 1943)
- Авіаційна планка винищувача в бронзі
- Нагрудний знак «За поранення» в чорному